# برادلي بيتي
برادلي بيتي (بالإنجليزية: Bradley Beattie)‏ هو لاعب كرة قدم بريطاني، ولد في 20 أغسطس 1957 في توركاي في المملكة المتحدة. لعب مع نادي توركي يونايتد.